# Palácio de Bellevue

Fachada do Schloss Bellevue, Berlim, Alemanha.

O Schloss Bellevue (Palácio de Bellevue, em português) é a residência oficial do Presidente da Alemanha. Situa-se no extremo ocidental do Tiergarten, directamente sobre o Rio Spree, não muito longe do Siegessäule, do Palácio do Reichstag e das Portas de Brandemburgo, no centro da capital da Alemanha, Berlim. Recebeu o nome de Bellevue, que significa Belavista em francês, devido à bela vista que tem sobre o Rio Spree. A morada oficial é: Schloss Bellevue, Spreeweg 1, 10557 Berlin(-Tiergarten).

## História

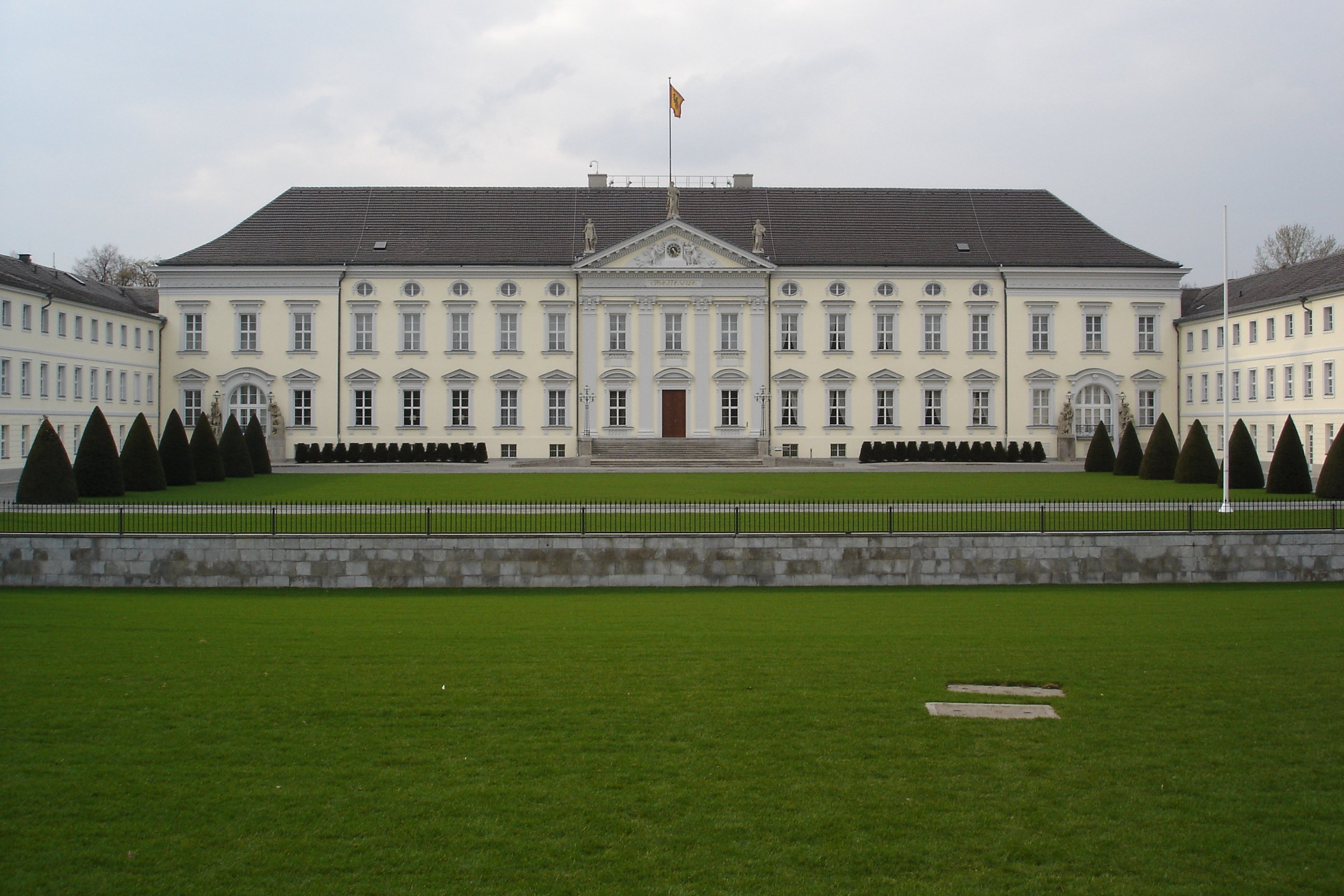
Fachada do Schloss Bellevue, com a ala central em destaque.

O Schloss Bellevue foi encomendado por Augusto Fernando da Prússia, o irmão mais novo do Rei Frederico II da Prússia, de acordo com os planos de Michael Philipp Boumann, tendo ficado concluído em 1786. Na sua construção estiveram envolvidas partes de edifícios mais antigos. Foi usado por Augusto Fernando até à sua morte, em 1813, como palácio de recreio e sede de propriedade real. Depois disso, o seu filho Augusto viveu no edifício até este ser comprado, em 1843, por Frederico Guilherme IV. Em 1844, foi criado no piso térreo de uma das alas o primeiro museu de arte contemporânea na Prússia - a Vaterländische Galerie (Galeria Patriótica), antecessora da actual Nationalgalerie (Galeria Nacional). Depois de 1865, o palácio voltaria a ser usado pela corte até 1918.
Durante a Primeira Guerra Mundial foi usado pelo Oberste Heeresleitung (comando militar supremo) e pelo Governo como uma espécie de centro de negociações com os Aliados. A partir de 1929 passou a servir como edifício de escritórios, cantina para pobres e espaço público de exposições. As alas laterais foram arrendadas, acolhendo o Staatliche Museum für Deutsche Volkskunde ("Museu Nacional de Folclore Alemão") até 1935. Já em 1938, o palácio foi reconstruído pelo arquitecto Paul Baumgarten para acolher hóspedes do 3º Reich, desempenhando essa função após uma transformação. Isso também implicou que a actual entrada fosse redesenhada até a eclosão da guerra, embora ligeiramente.
Em Abril de 1941, o palácio foi atingido por bombas e incendiado. Depois do final da Segunda Guerra Mundial foi, inicialmente, mal reconstruído, sendo preparado entre 1954 e 1958 como sede temporária do Presidente Federal. Em 1957 serviu, ao lado da Villa Hammerschmidt, como uma segunda residência oficial em Berlim do Presidente Federal, embora fosse aproveitado apenas ocasionalmente, como por exemplo para concertos. 
Em 1986-1987 foi completamente renovado, sendo restaurado de acordo com as plantas anteriores à destruição. Em 1991, a guarda do palácio foi devolvida ao Governo Federal pela polícia de Berlim. Em 1994, o então Presidente Federal, Richard von Weizsäcker, mudou a sua residência oficial para o Schloss Bellevue. Entre 1996 e 1998, foi erguido na vizinhança imediata, o Bundespräsidialamt de acordo com planos dos arquitectos Martin Gruber e Helmut Kleine-Kraneburg. Roman Herzog foi o único presidente que residiu no palácio, entre 1994 e 1998.
Devido ao seu mau estado técnico e às frequentes avarias dos sistemas de aquecimento, da rede 
sanitária e das instalações eléctricas, o palácio passou a ser chamado, duma forma extremamente irónica, como Bruchbude ("barraca rompida"). Por causa do grande número de avarias, foi efectuada uma reorganização e renovação dos equipamentos técnicos básicos entre 2004 e 2005, o que obrigou à deslocação do gabinete do Presidente foi deslocado. Em Janeiro de 2006, o edifício voltou a estar disponível para o chefe de estado. Tal como o seu antecessor, Johannes Rau, também Horst Köhler não reside no Schloss Bellevue, tendo optado por uma villa de luxo em Berlim-Dahlem. Por esse motivo, os antigos aposentos residenciais foram adaptados a ala de gabinetes para a esposa do Presidente.

## Arquitectura

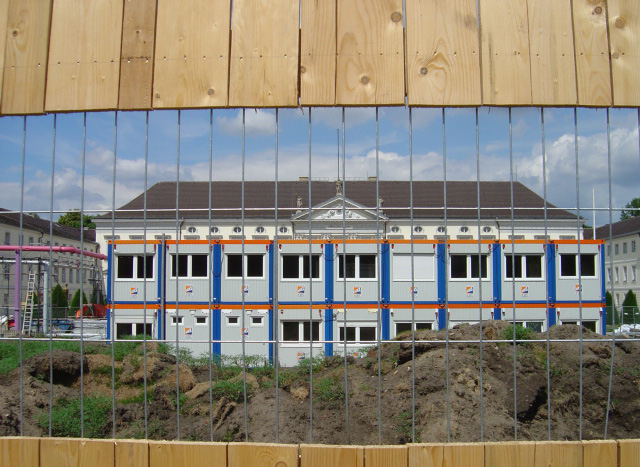
O Schloss Bellevue em 2004, durante as obras de renovação.

A planta do palácio apresenta uma forma alongada com três alas em estilo neoclássico inicial; a central com dois pisos e um mezzanino no alto das duas secções intermédias e as laterais, mais baixas em relação à principal, com três pisos. A da esquerda era a Damenflügel ("Ala das Damas") e a da esquerda a Spreeflügel ("Ala do Spree"). O edifício central apresenta dezanove eixos de janelas, três dos quais correspondem à saliente secção central, a qual apresenta um frontão triangular assente em quatro pilastras em estilo coríntio e coroado por três figuras. É aqui que se encontra, actualmente, a entrada principal do palácio. O frontão apresenta um friso óptico que se interrompe nas secções intermédias (onde é substituído pelas janelas redondas do mezzanino) e continua nas secções finais da ala.
O interior do palácio foi remodelado várias vezes de acordo com as diferentes utilizações. A renovação ao estilo da década de 1950 deveu-se a uma ampliação "mistura de sanatório de estrelas de cinema e gelataria" (Mischung aus Filmstar-Sanatorium und Eisdiele), sendo amplamente ridicularizada pelas suas outras renovações. No palácio, existem dois salões cujos apainelamentos sombreados remontam à década de 1950.
Da época da sua construção só se conserva o salão de baile no piso superior, concebido pelo arquitecto Carl Gotthard Langhans em 1791. Os espaços de representação apresentam-se ao estilo da década de 1980, mesmo depois da recente renovação (2004-2005). Aqui, foi ensaiada uma aproximação prudente à decoração de formas antigas, em parte, com novos materiais.

## Literatura

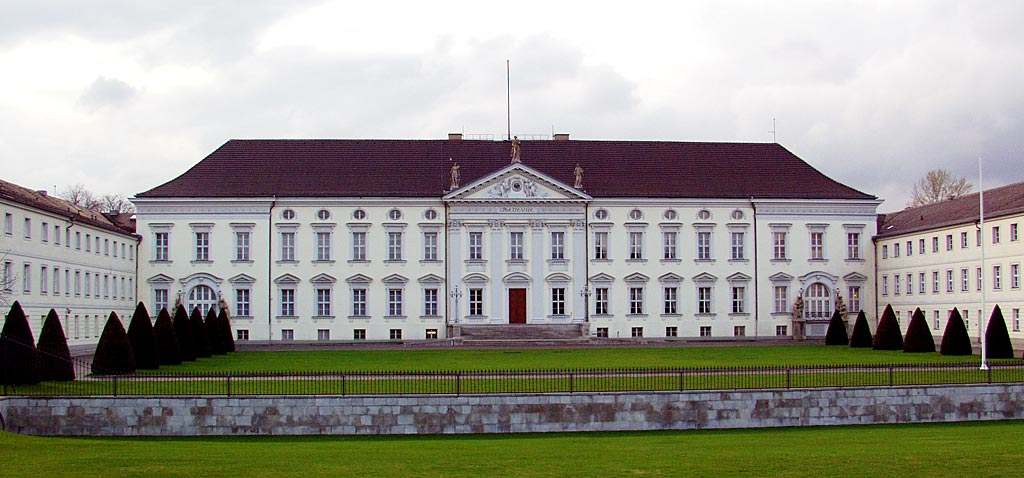
Fachada do Schloss Bellevue.

- Ernst A. Busche: Bellevue.; Koehler & Amelang; Leipzig 2005; ISBN 3-7338-0340-X
- Erich Schonert: Schloß Bellevue und seine Geschichte; Deutsches Verlagshaus Bong & Co; Berlin/Leipzig 1935; (Nachdruck: Archiv Verlag; Braunschweig 1993).